# Tadeusz Ochlewski
Tadeusz Ochlewski   (Vilshana i Olszana, 22 de març de 1894 - Varsòvia, 26 de gener de 1975) fou un violista, violinista, professor i editor musical polonès.

## Biografia
Fill de Józef (1864–1936) i Jadwiga, de soltera Konarzewski (1864–1942). Va estudiar electromecànica a l'Institut Politècnic Pere el Gran (1913–1915), violí i viola al Conservatori de Petrograd (1915–1917) i al Conservatori de Varsòvia (1917–1921). Inicialment, va treballar com a violinista, solista de conjunts de cambra. Entre els anys 1921 i 1931 va tocar a l'Orquestra de l'Òpera de Varsòvia, i entre els anys 1935 i 1939 al Quartet Polonès. Va ser el fundador del conjunt de música antiga "Trio Sonata", en el qual va actuar de 1925 a 1939. Va ser cofundador de l'Associació d'Entusiastes de la Música Antiga (1926) i de la Societat Polonesa d'Edicions Musicals (1928). Entre 1934 i 1939 va dirigir l'Organització del Moviment Musical (ORMUZ). Entre 1933 i 1939 va impartir una classe de música de cambra, i entre 1935 i 1939 una classe de metodologia de violí al Conservatori de Varsòvia.
Durant la Segona Guerra Mundial, va organitzar concerts secrets per a joves escolars i "concerts d'art de guerra" al seu propi apartament, i també va actuar al "Saló d'Art" de Bolesław Woytowicz. Va participar activament en la clandestinitat a l'Oficina d'Informació i Propaganda del Quarter General de l'Exèrcit Nacional. Participant de l'Insurrecció de Varsòvia, pseudònim Ochlik.
El 21 de maig de 1943, com a membre del Quartet Umińska, va estrenar el Quartet de corda núm. 2 de Grażyna Bacewicz, compost el mateix any, al cafè de Woytowicz. Fins i tot abans, el Quartet núm. 2 de Roman Padlewski es va estrenar al mateix lloc i amb la mateixa formació.
El 1945, va fundar l'Editorial de Música Polonesa a Cracòvia, de la qual va ser director fins al 1964. Va editar la sèrie editorial "Florillegium Musicae Antique". Després de la guerra, de 1948 a 1950, també va impartir la classe de viola a l'Escola Superior de Música de l'Estat de Cracòvia. El 1964, va organitzar el conjunt de música antiga "Con moto ma cantabile" a Varsòvia, que va dirigir fins al 1975. Va publicar articles sobre música a les revistes "Śpiew w szkole", "Muzyka Polska", "Ruch Muzyczny".
Està enterrat al cementiri militar de Powązki a Varsòvia (secció A35-5-9).

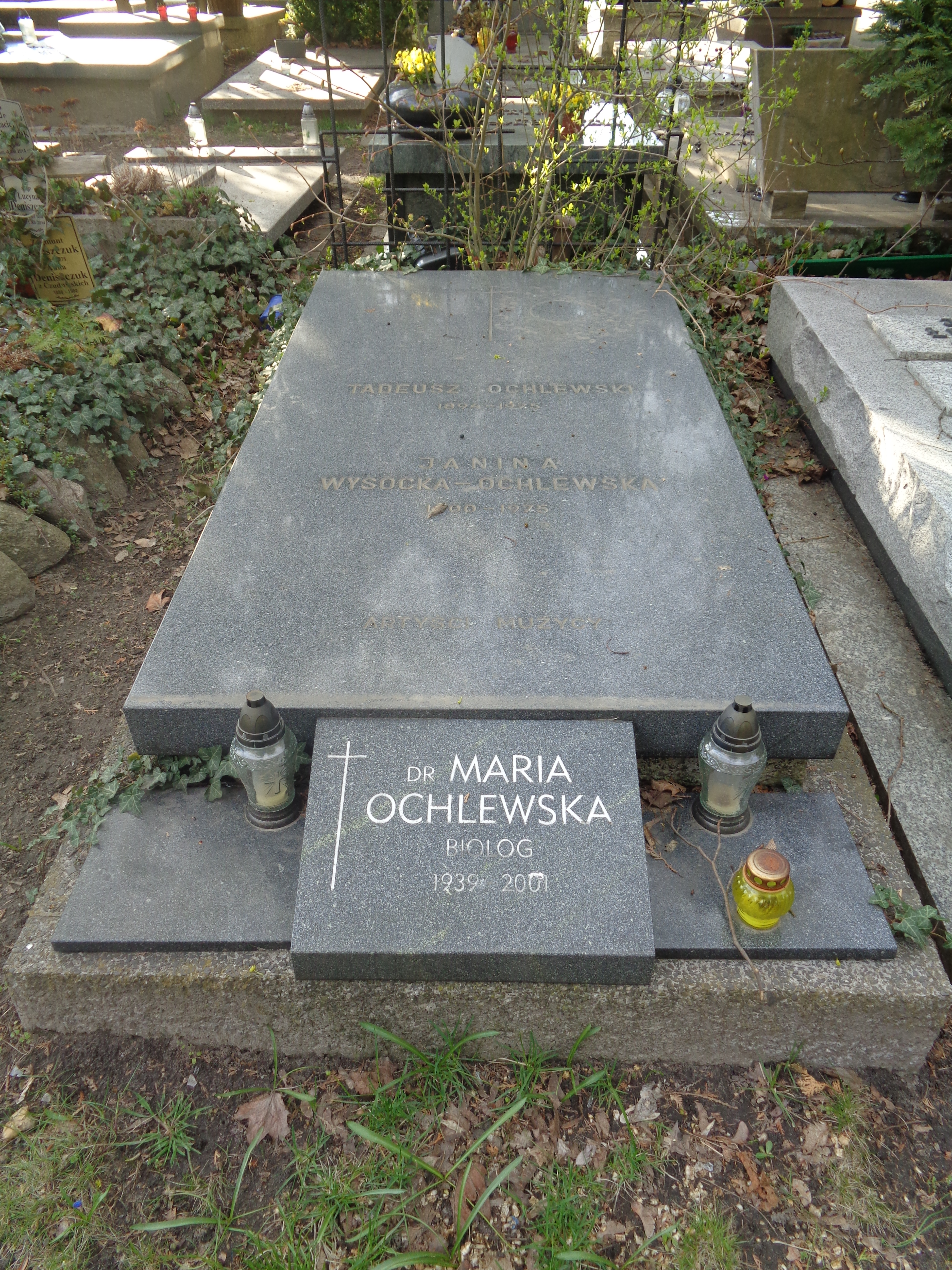
La tomba de Tadeusz Ochlewski i Janina Wysocka-Ochlewska al cementiri militar de Powązki.

Era marit de la clavecinista Janina Wysocka-Ochlewska.

## Ordres i condecoracions
- Creu de Comandant de l'Orde Polònia Restituta (1959)
- Creu d'Oficial de l'Orde de Polonia Restituta (7 de juliol de 1954)[8]
- Creu de Cavaller de l'Orde de Polonia Restituta (22 de juliol de 1952)[9]
- Creu d'Or al Mèrit (11 de novembre de 1936)[10]
- Medalla del 10è Aniversari de la República Popular de Polònia (18 de gener de 1955)[11]

Creu de Comandant de l'Orde de les Tres Estrelles (Letònia, 1937)

## Premis
- Premi de la Unió de Compositors Polonesos (1950)
- Premi de la Ciutat de Cracòvia (1958)
- Premi del Ministre de Cultura i Art (1965)

## Commemoració
- Des del 2003, l'Editorial Musical Polonesa organitza el Concurs de Composició Tadeusz Ochlewski.